# In de praktijk
In de praktijk is een Nederlandse dramaserie, die werd geproduceerd door de Evangelische Omroep. De serie speelde zich af in een huisartsenpraktijk en volgde de perikelen rondom de medewerkers en patiënten. De serie werd uitgezonden van 1998 tot 2000 en er zijn in totaal 94 afleveringen gemaakt. Schrijver van de afleveringen was Dick van den Heuvel.

## Rolverdeling
- Dokter Sander van Traa - Michaël van Buuren (Seizoen 1-2)
- Dokter Andries van Traa - Gaston van Erven (Seizoen 1-2)
- Dokter Felix van Traa - Frederik de Groot (Seizoen 3)
- Dokter Liesbeth de Vries - Gerda Van Roshum
- Emma van Traa-De Leeuw - Ineke Veenhoven
- Nina Berrevoets - Marjolein Macrander
- Klaartje - Anniek Pheifer
- Dokter Robert - Barthel van Lint
- Mevrouw de Winter - Ella Snoep
- Mevrouw Wolters - Hetty Verhoogt
- Mehmet - Sinan Cihangir